# Matthäus Gnaspe
Matthäus (Matthes) Gnaspe († 1670) war ein deutscher Unternehmer. Er war der technische Leiter des Messingwerkes Niederauerbach, Besitzer des Hammerwerkes Ellefeld, Besitzer des Waldgutes und Gründer von Untersachsenberg und von Obersachsenberg sowie Hammermeister in Schwefelhütte und Neidhardtsthal.

## Leben und Werk
Gnaspe arbeitete zunächst in einer Eisenhandlung in Zwickau, wo er Melchior Haugk kennenlernte. Später wurde er zunächst vom Besitzer des Messingwerkes Niederauerbach, Peter Ficker, als Faktor, also als Produktionsleiter, eingestellt und nahm Haugk mit dorthin. Die Einstellung erfolgte auf Anraten der zeitweiligen Miteigner des Messingwerkes Joachim von Loß auf Pillnitz, Rudolf Vitzthum von Apolda und Christoph Felgenhauer. Auf Gnaspe waren die Interessenten des Messingwerkes offenbar gestoßen, als sie Arbeiter aus dem Harz anwerben wollten. Matthäus Gnaspe nahm seine Arbeit nach einem Treffen mit Ficker in Leipzig im Herbst 1611 auf. Nach einigen Jahren verfolgte er eigene Interessen und gründete in der Zeit von 1618 bis 1622, in der das Niederauerbacher Werk keine Privilegien genoss, ein eigenes Messingwerk in Ellefeld. 1643 wurde Gnaspe gerichtlich verboten sein Werk in Ellefeld weiter zu betreiben. Wie genau sich die Geschäftslage seiner Anlagen in den 1620er und 1630er Jahren entwickelte, ist unbelegt.
1625 erhielt er die kurfürstliche Genehmigung zum Bau einer Brettmühle am Steindöbrabach bei Klingenthal. 1626 wurde ihm gemeinsam mit Hans Wilhelm von Boxberg  von Kurfürst Johann Georg I. von Sachsen das Gut Sachsenberg überlassen. Seine Hälfte dieses Gutes verkaufte er am 10. Dezember 1629 gemeinsam mit der Brettmühle an der Steindöbra an Boxberg. Von diesem Geld ließ er sich wenig später am Hang des Aschberges unmittelbar an der sächsisch-böhmischen Grenze das schlossartige Waldgut errichten, das 1631 weitreichende Privilegien erhielt, bis 1688 im Familienbesitz blieb und dann durch Gnaspes Erben versteigert wurde.
Er machte sich mit Hamburger Kapitalgebern für Zinnbergleute stark und bildete in Marienberg im Erzgebirge eine bergbauliche Handelsgesellschaft. Er schlug 1663 dem Kurfürsten Johann Georg II. von Sachsen vor, den Blechhandel in Form einer Festen Hand als Gesellschaft zu führen. 1665 traten nur zwei weitere Werke der Vereinigung bei, die der Beginn der Erzgebirgischen Blechcompagnie war.
Das Hammerwerk Schwefelhütte und Neidhardtsthal wurde nach seinem Tod aufgrund erheblicher Schulden und des dadurch entstandenen Konkurses vom Hammermeister Johann Georg Weiß aus Untersachsenfeld ersteigert und von diesem am 29. Dezember 1670 an Johann Christoph Sehling und dessen Eidam Christoph Horbach aus Eibenstock für 5000 fl. weiterverkauft.